# مدن تخضع لإدارة السلطة الوطنية الفلسطينية

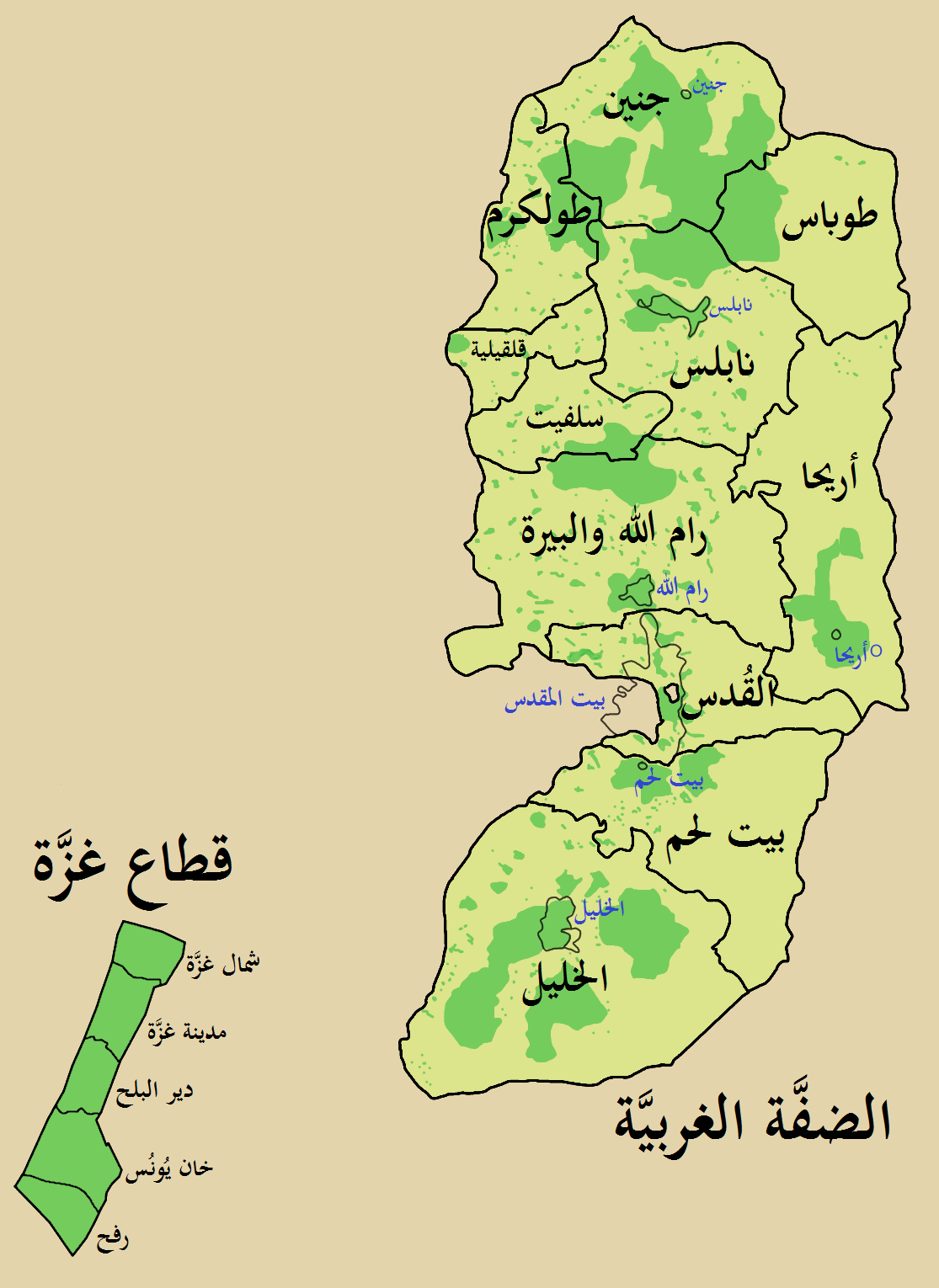
خريطة المناطق الخاضعة للسيطرة الفلسطينية (اللون الأخضر الداكن) والمدن الرئيسية في الضفة الغربية وقطاع غزة

فيما يلي قائمة بالمدن التي تخضع لإدارة السلطة الوطنية الفلسطينية. بعد الاتفاقيات الانتقالية لعام 1995، تولت السلطة الوطنية الفلسطينية إدارة الشؤون المدنية في كل من المنطقتين المسجلتين «أ» و«ب»، حيث تقع معظم مراكز السكان الفلسطينيين (باستثناء المراكز التي تقع داخل الحدود البلدية للقدس الشرقية). وتتولى قوات الجيش الإسرائيلي المسؤولية الأمنية عن المنطقة «ب».
في أعقاب النزاع الذي حدث في عام 2007 بين الفصيلين الفلسطينيين الرئيسيين فتح وحماس، تم تقسيم السلطة الوطنية الفسلطينية مع سيطرة فتح على الحكومة الفلسطينية في الضفة الغربية وسيطرة حماس على قطاع غزة. وتتولى قوات الاحتلال الإسرائيلي مسؤولية الأمن في المنطقة «ب» في الضفة الغربية، وتسيطر بشكل كامل على المحليات في المنطقة «ج».

## اللوائح المحلية في السلطة الفلسطينية
تتولى وزارة الحكم المحلي الفلسطينية مسؤولية منح البلدة صفة المدينة أو البلدية. ومع ذلك، ليست هناك مبادئ توجيهية محددة لمنطقة بعينها لتحقيق صفة المدينة الفلسطينية. وفي الغالب، يتم الحكم على صفة المدينة للسكان الذين يتجاوز عددهم 20000 نسمة. وقام الجهاز المركزي للإحصاء الفلسطيني بآخر تعداد رسمي له عام 2007.

## قائمة المدن
تتمثل أكبر مدينة في قطاع غزة وكامل الأراضي الفلسطينية في مدينة غزة وأكبر مدينة في الضفة الغربية هي الخليل. وتشكل بعض المدن تجمعات مع بلدات أو مدن أخرى، مثل منطقة بيت لحم مع بيت جالا وبيت ساحور. كما تشكل رام الله و‌البيرة تجمعًا، وغالبًا ما تُعتبر مدينة واحدة.

نابلس.

وفيما يلي قائمة بالمدن الفلسطينية كافة الخاضعة لإدارة السلطة الوطنية الفلسطينية ومحافظاتها وولاياتها القضائية المحددة وسكانها وفقًا لتعداد الجهاز المركزي للإحصاء الفلسطيني في أعوام 1997، 2007 و2017.

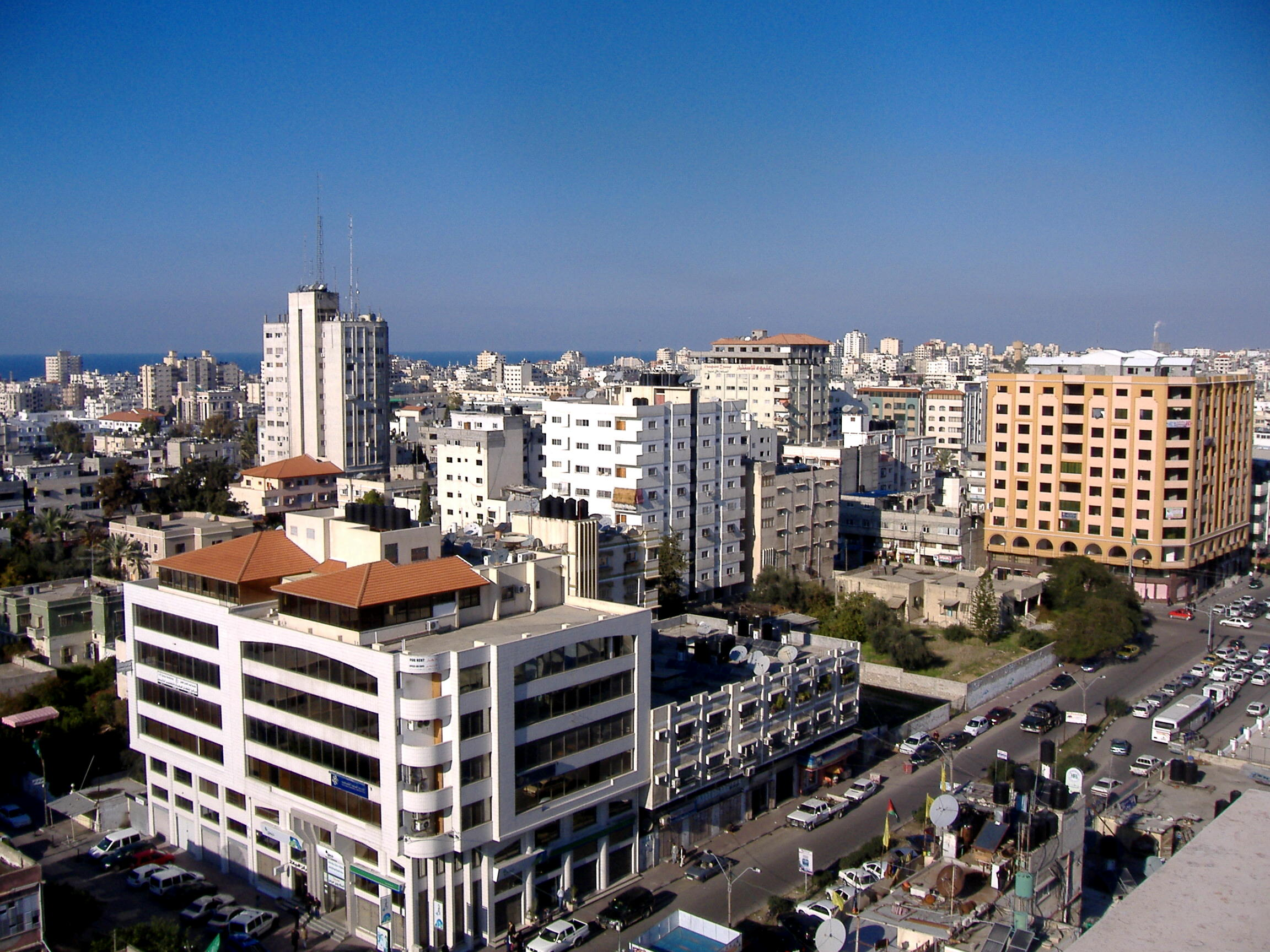
غزة

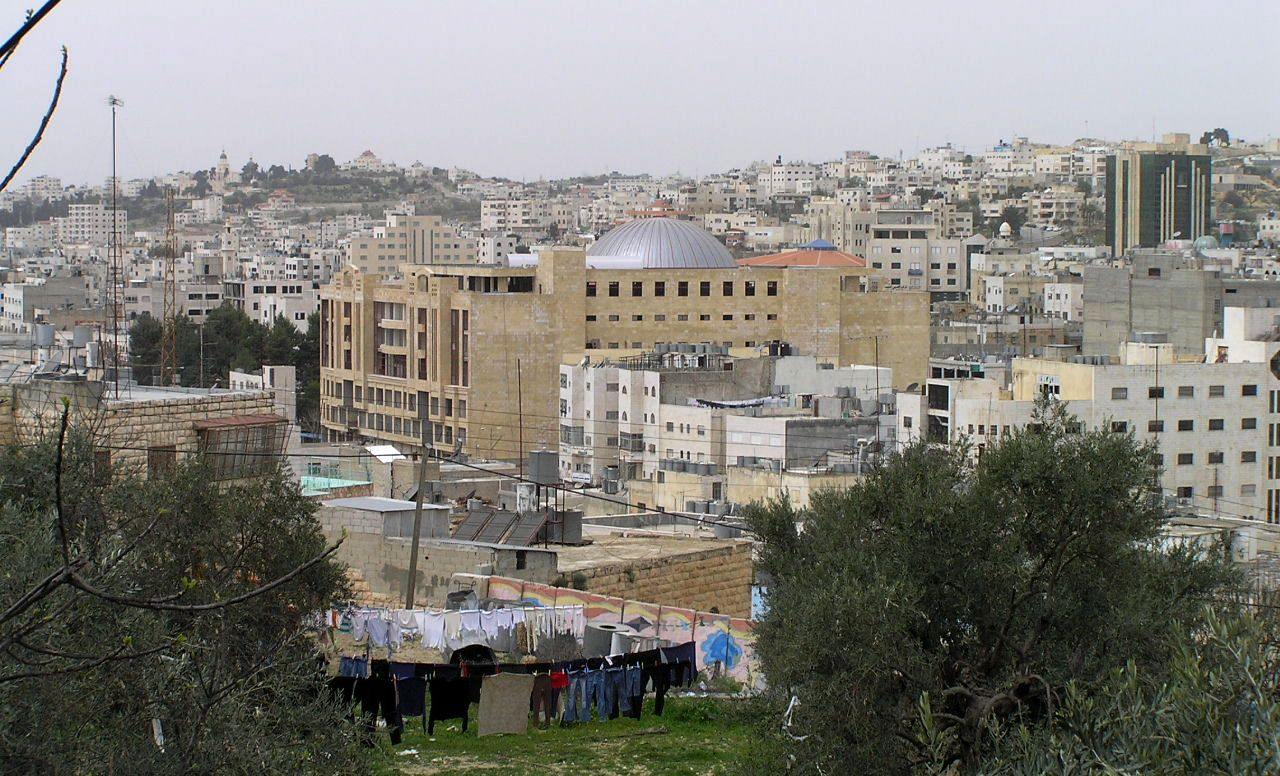
الخليل

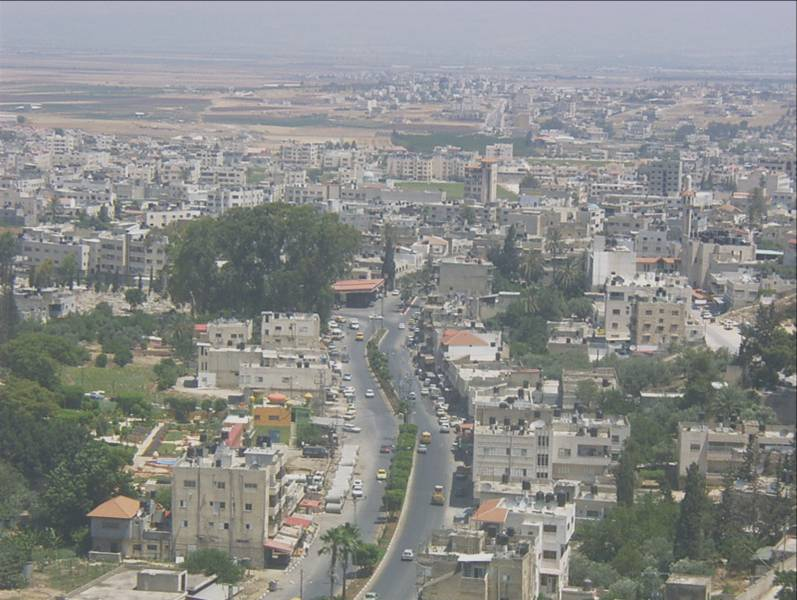
جنين

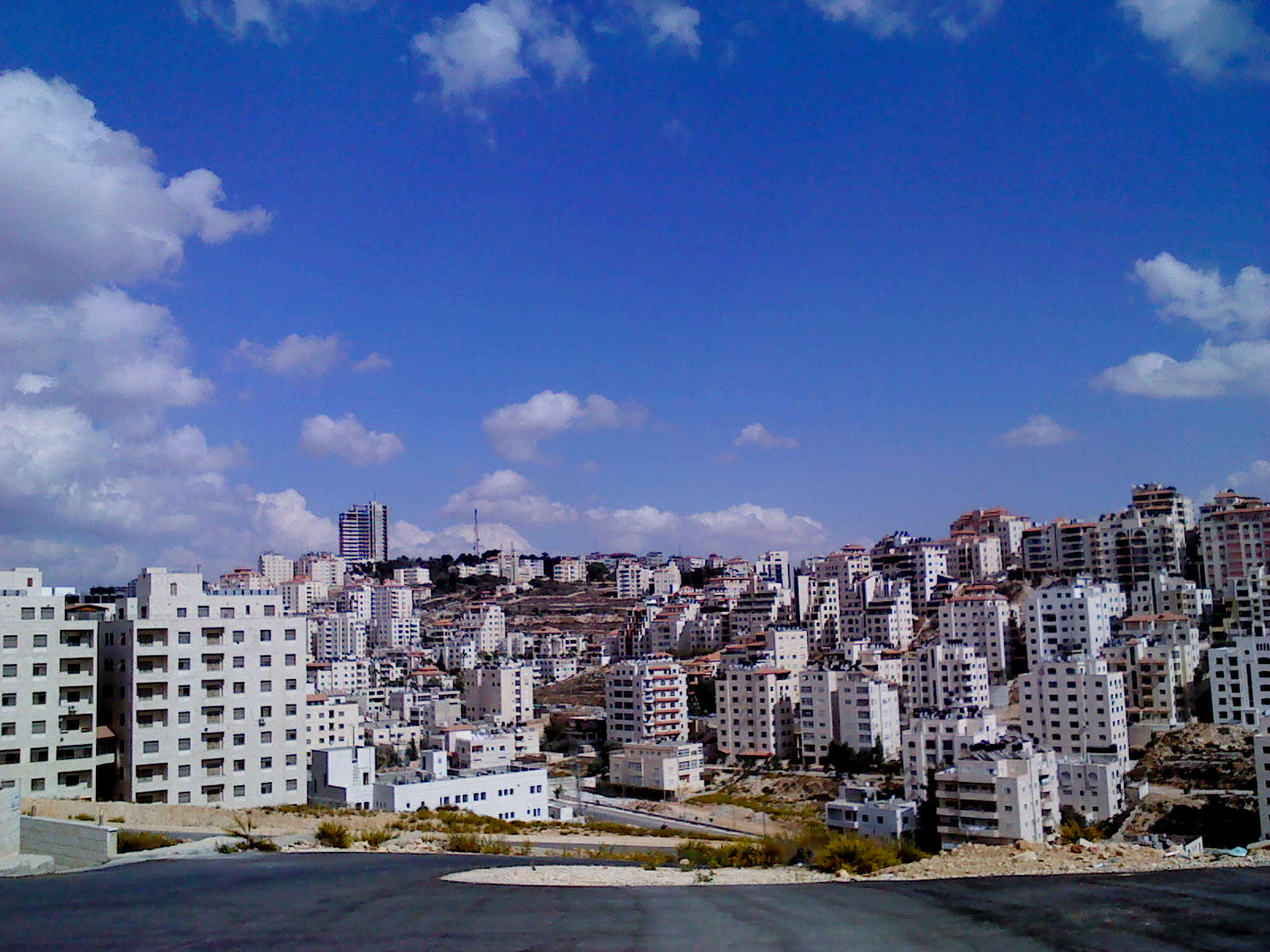
رام الله

### المدن المختلطة
- الخليل: مدينة يعيش فيها بضع مئات من الإسرائيليين وسط 180000 فلسطيني.